# Joseph Lateiner
Joseph Lateiner (n. 1853, Iași, Moldova – d. 1935, New York City, New York, SUA) a fost un dramaturg român, pionier al teatrului in limba idiș, atât in București, cât și in New York City. Acesta a inspirat mai mulți dramaturgi de limba idiș sa se apuce de scris, demonstrând ca nu doar Abraham Goldfaden putea scrie piese in idiș.